# Neurolaena
Neurolaena là một chi thực vật có hoa trong họ Cúc (Asteraceae).

## Loài
Chi Neurolaena gồm các loài: